# SIX LOUNGE
SIX LOUNGE（シックス・ラウンジ）は、日本の3人組ロックバンドである。2012年に大分県大分市で結成された。

## 概要
ヤマグチとナガマツは共に大分県立芸術緑丘高等学校音楽科の同級生。「バンドをしたくて入学した」ヤマグチが、「音楽室でドラムをボコスカ叩いていた」ナガマツを誘い、2012年に結成された。
大分ロックンロール・ハイスクールvol.6・vol.7にてグランプリを獲得。歴代初二連覇。オーディエンス賞獲得。 
2015年3月21日ワンマンライヴ「トラッシュ」を開催し、ソールドアウト。
2015年にイワオが加入、現在の編成となる。
2015年7月5日自主イベント「Voo Doo Night Vol.1」開催。
2015年、インディーズレーベルTHE NINTH APOLLOよりCDデビュー。
2018年、ユニバーサルミュージック内のレーベルZEN MUSICよりメジャーデビュー。
2022年、ソニー・ミュージックレーベルズ内のレーベルEpic Records Japanへ移籍。
2022年時点でも大分在住。
2023年、シンガーソングライターのaikoがテレビ番組で紹介し、アルバム収録曲「リカ」が大きな話題となる。TikTokで関連動画再生回数が2.3億回を超え（2023年10月20日）、Billboard Japan Chart「TikTok　Weekly Top20」で初の1位を記録。
2024年、楽曲「言葉にせずとも」がテレビアニメ『BLEACH 千年血戦篇-相剋譚-』のOPテーマに起用された。

## メンバー
ヤマグチユウモリ (山口優盛)
ボーカル・ギター担当。好きなアーティストは斉藤和義。2021年に結婚。実家はラーメン店（丸優ラーメン）を営んでいる。
イワオリク (岩尾陸)
ベース・コーラス担当。ヤマグチ、ナガマツの1年後輩として高校に入学、2015年にバンド加入。レッドホットチリペッパーズのフリーに影響を受けてベースを始める。
ナガマツシンタロウ (永松慎太郎)
ドラムス・コーラス・作詞担当。一部楽曲ではボーカルも務める。ドラムを始めたきっかけは、祖母が好きだったクイーンのロジャー・テイラー。好きな食べ物はプリン。

### 元メンバー
河野茂
ベース担当。2014年脱退。
キヨタショウゴ (清田尚吾)
ベース担当。2014年加入、2015年脱退。現Set Free（活動休止中）。

## ディスコグラフィ

### 自主制作デモ
- PINKの毒/Oh,Baby ep（2013年12月15日）
  1. PINKの毒
  2. Oh,Baby
- 君へのプレゼントは、綺麗な僕の血と君の涙。 ep（2014年2月11日）
  1. 僕の悲鳴と君の泣き顔
  2. 君へのプレゼントは、綺麗な僕の血と君の涙。

### アコースティックブートレグ
- 風が吹くのを待っている（2020年05月30日）
  1. NEW BORN MY BLUES
  2. ラブポップ
  3. SUMMER PIXY LADY
  4. 23歳
  5. 天使のスーツケース
(曲の終了後、長い無音の後に隠しトラックとして「最終兵器 GIRL」が収録)

### 配信限定シングル
| 発売日         | タイトル                                 | 収録アルバム          |
| -------------- | ---------------------------------------- | --------------------- |
| 2021年1月20日  | カナリア                                 | 3                     |
| 2021年2月3日   | スピード                                 | 3                     |
| 2021年2月17日  | 無限のチケット                           | 3                     |
| 2021年3月3日   | IN FIGHT                                 | 3                     |
| 2021年3月17日  | いつか照らしてくれるだろう               | 3                     |
| 2023年1月8日   | キタカゼ                                 | FANFARE               |
| 2023年6月18日  | Paper Plane                              | FANFARE               |
| 2023年8月2日   | リカ                                     | FANFARE（初回限定盤） |
| 2023年9月13日  | エバーグリーン                           | FANFARE               |
| 2024年6月26日  | ダーリン・ダーリン                       | -                     |
| 2024年9月4日   | Madness                                  | -                     |
| 2024年10月4日  | 言葉にせずとも                           |                       |
| 2024年11月13日 | My Way                                   |                       |
| 2024年11月27日 | 言葉にせずとも                           |                       |
| 2025年7月1日   | グロいラブソング                         | more than love        |
| 2025年7月2日   | 死ぬほどあいたいから、だからあいに行くよ | more than love        |
| 2025年7月3日   | どん底                                   | more than love        |
| 2025年7月4日   | 天才になって                             | more than love        |
| 2025年7月5日   | かまわないよ                             |                       |

### 参加作品
| 発売日         | タイトル                                 | 収録曲                                                                                               | 規格品番  |
| -------------- | ---------------------------------------- | --- | --------- |
| 2014年7月21日  | T.O.P.S. V.A. SCRAMBLE2                  | 楠んだ世界                                                                                           |           |
| 2015年7月19日  | T.O.P.S V.A. SCRUMBLE3                   | リカ                                                                                                 |           |
| 2015年09月09日 | THE NINTH APOLLO pre sampler CD 2015     | メリールー                                                                                           | TNAD-0065 |
| 2016年8月11日  | T.O.P.S V.A. SCRAMBLE 4                  | トラッシュ                                                                                           |           |
| 2016年09月09日 | THE NINTH APOLLO pre The sampler CD 2016 | 朝焼けプロムナード                                                                                   | SAMP-2016 |
| 2018年03月21日 | SPACE SHOWER NEW FORCE COMPILATION 2017  | 僕を撃て 僕を撃て (2017.2.10 Voo Doo Night TOKYO Vol.2 at SHINJUKU LOFT) ("NEW FORCE SPECIAL MOVIE") | DDCZ-2201 |
| 2019年11月27日 | 井上陽水トリビュート                     | Just Fit                                                                                             | UPCH-2198 |

## タイアップ一覧
| 使用年 | 曲名               | タイアップ                                                                             |
| ------ | ------------------ | -------------------------------------------------------------------------------------- |
| 2016年 | 俺のロックンロール | テレビ大分『スパーク魂』エンディングテーマ                                             |
| 2018年 | ラストシーン       | AbemaTV『AbemaPrime』12月エンディングテーマ                                            |
| 2023年 | キタカゼ           | 読売テレビ・日本テレビ系アニメ『僕のヒーローアカデミア』6期第2クールエンディングテーマ |
| 2024年 | 言葉にせずとも     | テレビ東京系アニメ『BLEACH 千年血戦篇-相剋譚-』第3クールオープニングテーマ             |
| 2024年 | Madness            | FOD配信ドラマ『REAL 恋愛殺人捜査班』主題歌                                             |

## 受賞
- 「東雲」 - 2017年CDショップ大賞九州ブロック賞

## 出演
- 映画「想像だけで素晴らしいんだ -GO TO THE FUTURE-」
- ラジオレギュラー番組「SIX LOUNGE MIDNIGHT RADIO」（2025年4月3日 - 、FM大分、木曜 21:30 - 21:55）[10]

## ロゴタオルの歴史
| 発売日     | ツアー（イベント）名                     | 場所                    | 色（文字×フチ）                   |
| ---------- | ---------------------------------------- | ----------------------- | --------------------------------- |
| 2018/12/02 | "LOVE"2018～2019                         | 大分club SPOT           | 白×青                             |
| 2019/01/11 | "LOVE"2018～2019                         | 仙台MACANA              | 白×グレー                         |
| 2019/03/21 | 2019"with LOVE"                          | 渋谷CLUB QUATTRO        | 白×緑                             |
| 2019/06/01 | 2019"in LOVE"                            | 福岡Zepp Fukuoka        | 白×黒                             |
| 2019/08/24 | WILD BUNCH FEST2019                      | 山口きらら博記念公園    | 白×ロイヤルパープル               |
| 2020/01/08 | 2020"THE BLUB"                           | 渋谷CLUB QUATTRO        | 白×ワインレッド                   |
| 2022/06/14 | ROTTENGRAFFTY pre"It's Alright Tour2022" | 周南RISING HALL         | 青×グレー                         |
| 2022/09/09 | HAZIKETEMAZARE FESTIVAL2022              | 大阪 泉大津フェニックス | 白×オレンジ 白×ネイビー           |
| 2023/06/18 | 2023"SUPER EXPLOSION"                    | 新宿Zepp Shinjuku       | 白×赤 白×スカイブルー             |
| 2023/11/22 | 2023-2024"FANFARE"                       | 高松DIME                | 黄×黒                             |
| 2023/12/15 | 2023-2024"FANFARE"                       | 新潟GOLDEN PIGS RED     | 黒×グレー                         |
| 2024/05/25 | HUMANisM～超★地獄編2024～                | 別府ビーコンプラザ      | 青×レモンイエロー                 |
| 2024/06/28 | 2024"Blooming Flowers"                   | 渋谷LINE CUBE SHIBUYA   | 緑×パープル                       |
| 2024/11/26 | 2024"Adoration"                          | 仙台RENSA               | 青×オレンジ                       |
| 2025/06/04 | "Do You Love Me?" TOUR                   | 福岡BEAT STATION        | 空×コバルトグリーン ピンク×群青色 |